# Manuel Freyre
Manuel Freyre Santa Cruz, (Lima, 1812-Washington D. C., 9 de junio de 1877) militar y diplomático peruano. Ministro de Gobierno, Policía y Obras Públicas en 1863.

## Biografía
Empezó su carrera militar durante los albores de la República Peruana. En 1843 era ya teniente coronel. En ese año, en que se inauguró el gobierno del Directorio presidido por el general Manuel Ignacio de Vivanco, fue nombrado oficial mayor del Ministerio de Guerra. Defendió a dicho régimen combatiendo a la revolución constitucional encabezada por el general Ramón Castilla. A principios de 1844 fue destacado a Andahuaylas al mando de una patrulla, con la misión de vigilar el avance de los rebeldes. Estuvo junto con Vivanco en la batalla de Carmen Alto, librada el 22 de julio de 1844 en las afueras de Arequipa, y donde fue derrotado definitivamente el bando vivanquista a manos de los castillistas.
Ya bajo el primer gobierno de Castilla fue ascendido a coronel (1847) y nuevamente pasó a desempeñar el cargo de oficial mayor del Ministerio de Guerra.
Pasó a ser prefecto de La Libertad (1848-1850), donde enfrentó una sublevación de los esclavos negros del valle de Chicama, que incluso llegaron a ocupar la ciudad de Trujillo. Luego de ejercer diversos cargos políticos, pasó a ser prefecto de Lima, durante el efímero gobierno del mariscal Miguel San Román (1862-1863). Al fallecer dicho mandatario, asumió el poder con carácter de interino el general Pedro Diez Canseco, que era el segundo vicepresidente de la República. Fue en este interinato que Freyre asumió como Ministro de Gobierno, Policía y Obras Públicas, de 10 de abril a 5 de agosto de 1863, renunciando cuando el general Juan Antonio Pezet, que era el primer vicepresidente, retornó de Europa y asumió la presidencia.
Tras la caída de Pezet, fue acreditado como ministro plenipotenciario en Colombia (20 de diciembre de 1865), logrando el apoyo de dicho país en el conflicto que el Perú libraba contra la Escuadra Española. Por entonces se casó con Clementina Santander, hija del prócer Francisco de Paula Santander.
En 1868 fue nombrado ministro plenipotenciario en  Washington D. C., Estados Unidos, hacia donde partió en 1869. Aunque dicho cargo diplomático culminó el 21 de enero de 1876, permaneció en la capital estadounidense, donde falleció al año siguiente.